# شهرستان ناکس (نبراسکا)
شهرستان ناکس، نبراسکا (به انگلیسی: Knox County, Nebraska) یک سکونتگاه مسکونی در ایالات متحده آمریکا است که در نبراسکا واقع شده‌است.

## خصوصیات
شهرستان ناکس ۲٬۹۵۲٫۶ کیلومترمربع مساحت دارد.